# Marco Pfiffner
Marco Pfiffner, född 25 mars 1994, är en liechtensteinsk utförsåkare som representerar UWV.
Han tävlar i alla grenar men specialiserar sig på teknikgrenarna slalom och storslalom.

## Karriär

### Världscupen
Han debuterade i Världscupen i mars 2016 vid tävlingar i Kitzbühel.

### Kontinentalcuper

#### Europacupen
Han debuterade i Europacupen i januari 2013 vid tävlingar i Chamonix.
Hans främsta placering är vinst i Alpin kombination i Saalbach 2018.

#### Nor-Am Cup
Han debuterade i Nor-Am Cup i december 2014 vid tävlingar i Panorama, BC.
Hans främsta placering är 24:a plats i slalom vid samma tävlingar.

#### Australia New Zealand Cup
Han debuterade i Australia New Zealand Cup i augusti 2017 vid tävlingar i Thredbo.
Hans främsta placering är 4:a plats i slalom vid samma tävlingar.

### Mästerskap

#### Världsmästerskap
| Säsong | Plats                  | Disciplin         | Placering | Detaljer |
| ------ | ---------------------- | ----------------- | --------- | -------- |
| 2011   | Garmisch-Partenkirchen | Storslalom        | 72        | Resultat |
| 2011   | Garmisch-Partenkirchen | Slalom            | 53        | Resultat |
| 2013   | Schladming             | Storslalom        | 71        | Resultat |
| 2013   | Schladming             | Slalom            | 34        | Resultat |
| 2017   | St Moritz              | Super-G           | 36        | Resultat |
| 2017   | St Moritz              | Störtlopp         | 42        | Resultat |
| 2017   | St Moritz              | Alpin kombination | 34        | Resultat |
| 2017   | St Moritz              | Slalom            | 26        | Resultat |
| 2021   | Cortina d'Ampezzo      | Störtlopp         | 27        |          |
| 2021   | Cortina d'Ampezzo      | Super-G           | 30        |          |
| 2021   | Cortina d'Ampezzo      | Kombination       | 0DNF0     |          |

#### Juniorvärldsmästerskap
| Säsong | Plats         | Disciplin  | Placering | Detaljer |
| ------ | ------------- | ---------- | --------- | -------- |
| 2011   | Crans-Montana | Storslalom | 54        | Resultat |
| 2011   | Crans-Montana | Slalom     | 43        | Resultat |
| 2011   | Roccaraso     | Super-G    | DNF1      | Resultat |
| 2011   | Roccaraso     | Storslalom | 54        | Resultat |
| 2011   | Roccaraso     | Slalom     | DNF2      | Resultat |
| 2011   | Jasna         | Storslalom | 56        | Resultat |
| 2011   | Jasna         | Slalom     | 22        | Resultat |

### Olympiska spel
| Säsong | Plats       | Disciplin   | Placering | Detaljer |
| ------ | ----------- | ----------- | --------- | -------- |
| 2014   | Sotji       | Slalom      | 24        | Resultat |
| 2014   | Sotji       | Storslalom  | 42        | Resultat |
| 2018   | Pyeongchang | Slalom      | 25        |          |
| 2018   | Pyeongchang | Störtlopp   | 43        |          |
| 2018   | Pyeongchang | Super-G     | 36        |          |
| 2018   | Pyeongchang | Kombination | 0DNF0     |          |
| 2022   | Peking      | Störtlopp   | 28        |          |
| 2022   | Peking      | Super-G     | 28        |          |
| 2022   | Peking      | Kombination | 11        |          |